# Aleja Jana Pawła II w Toruniu
Aleja św. Jana Pawła II w Toruniu (dawniej aleja 700-lecia) – ulica w Toruniu położona na Bydgoskim Przedmieściu, stanowiąca przedłużenie mostu drogowego im. Józefa Piłsudskiego w Toruniu. Od strony wschodniej graniczy ze Starym Miastem.
Aleja została zbudowana w okresie międzywojennym w ramach prac nad uporządkowaniem Starego Miasta z okazji 700-lecia lokacji Torunia. Podczas II wojny światowej ulica nazywała się Adolf Hitler Strasse.
W grudniu 2019 roku ruszył generalny remont alei. Pracę ukończono pod koniec lutego 2021 roku. Podczas remontu wybudowano zintegrowany węzeł przesiadkowy, który przejął funkcję wszystkich dotychczasowych przestanków Miejskiego Zakładu Komunikacji w Toruniu.
U zbiegu alei Jana Pawła II z ul. Mickiewicza znajduje się Pomnik ku czci Ofiar Stalinizmu. Został odsłonięty 11 listopada 1991 roku.